# Dariusz Banaszek
Dariusz Banaszek (ur. 3 maja 1970 w Warszawie) – polski kolarz szosowy, reprezentant Polski, dyrektor sportowy, organizator wyścigów kolarskich. W latach 2016–2018 prezes Polskiego Związku Kolarskiego.

## Kariera sportowa
Banaszek przygodę z kolarstwem rozpoczynał w młodym wieku. Już w wieku 19 lat trafił do warszawskiej Legii. Z sukcesami ścigał się w Polsce, wygrywając etapy takich wyścigów jak Wyścig Solidarności i Olimpijczyków, Karkonosze Tour, Po Ziemi Toruńskiej czy Po Ziemi Lubelskiej.
W 1993 r. przeszedł do grupy Warta Damis Szurkowski, w barwach której wywalczył wicemistrzostwo Polski w wyścigu ze startu wspólnego oraz drużynowe wicemistrzostwo kraju na 100 km.
Karierę sportową zakończył w 1995 r. W sumie podczas całej kariery odniósł ponad 200 triumfów.

## Po zakończeniu kariery
Koniec ścigania nie oznaczał, że Banaszek zerwie z kolarstwem. Był dyrektorem sportowym w grupach: Lukullus Banaszek Sport (1999), Atlas Lukullus Ambra (2000–2001), Ambra SNC (2002), Ambra (2003), PSB Kreisel (2004), PSB Atlas (2005), Wilier Atala (2006–2007), Banaszek Sport (2009–2010), BDC Team (2011), BDC MarcPol (2012), Kolss-BDC (2013–2015), Verva ActiveJet Pro Cycling Team (2016) czy Mazowsze Serce Polski (od 2020).
Od 10 grudnia 2016 do 26 stycznia 2018 prezes Polskiego Związku Kolarskiego.
Jest organizatorem wyścigów kolarskich, m.in. „Cudu nad Wisłą”, w Radzyminie.
Otworzył również własną firmę deweloperską w Nowym Dworze Mazowieckim oraz sklep rowerowy (BDC Bike) w Legionowie.

## Życie prywatne
Pochodzi z kolarskiej rodziny, jego stryjeczny brat Grzegorz Banaszek był reprezentantem Polski, kolarzami są także synowie Adrian i Norbert.

## Najważniejsze sukcesy
- 1988
  - 2. miejsce w górskich mistrzostwach Polski juniorów
  - 4. miejsce w mistrzostwach Świata juniorów w wyścigu drużynowym (w drużynie wraz z Jackiem Mickiewiczem, Sławomirem Gierykiem, Pawłem Biskupem)
- 1990
  - 2. miejsce w Wojskowych Mistrzostwach Świata w wyścigu drużynowym (w drużynie wraz z Pawłem Czopkiem, Sławomirem Krawczykiem i Zbigniewem Ludwiniakiem)
- 1991
  - 2. miejsce w drużynowych mistrzostwach Polski na 100 km (w drużynie wraz ze Sławomirem Krawczykiem, Jarosławem Chojnackim i Szczepanem Gurdałą)
  - 2. miejsce na 7. etapie Tour de Pologne
- 1992
  - 3. miejsce na 2. etapie Tour de Pologne
- 1993
  - 1. miejsce w drużynowych mistrzostwach Polski na 100 km (w drużynie wraz z Robertem Dudą, Piotrem Wadeckim i Robertem Rychlickim)
  - 2. miejsce w mistrzostwach Polski w kolarstwie szosowym - wyścig ze startu wspólnego
  - 3. miejsce na 7. etapie Tour de Pologne